# النصب التذكاري القومي البحري الأمريكي

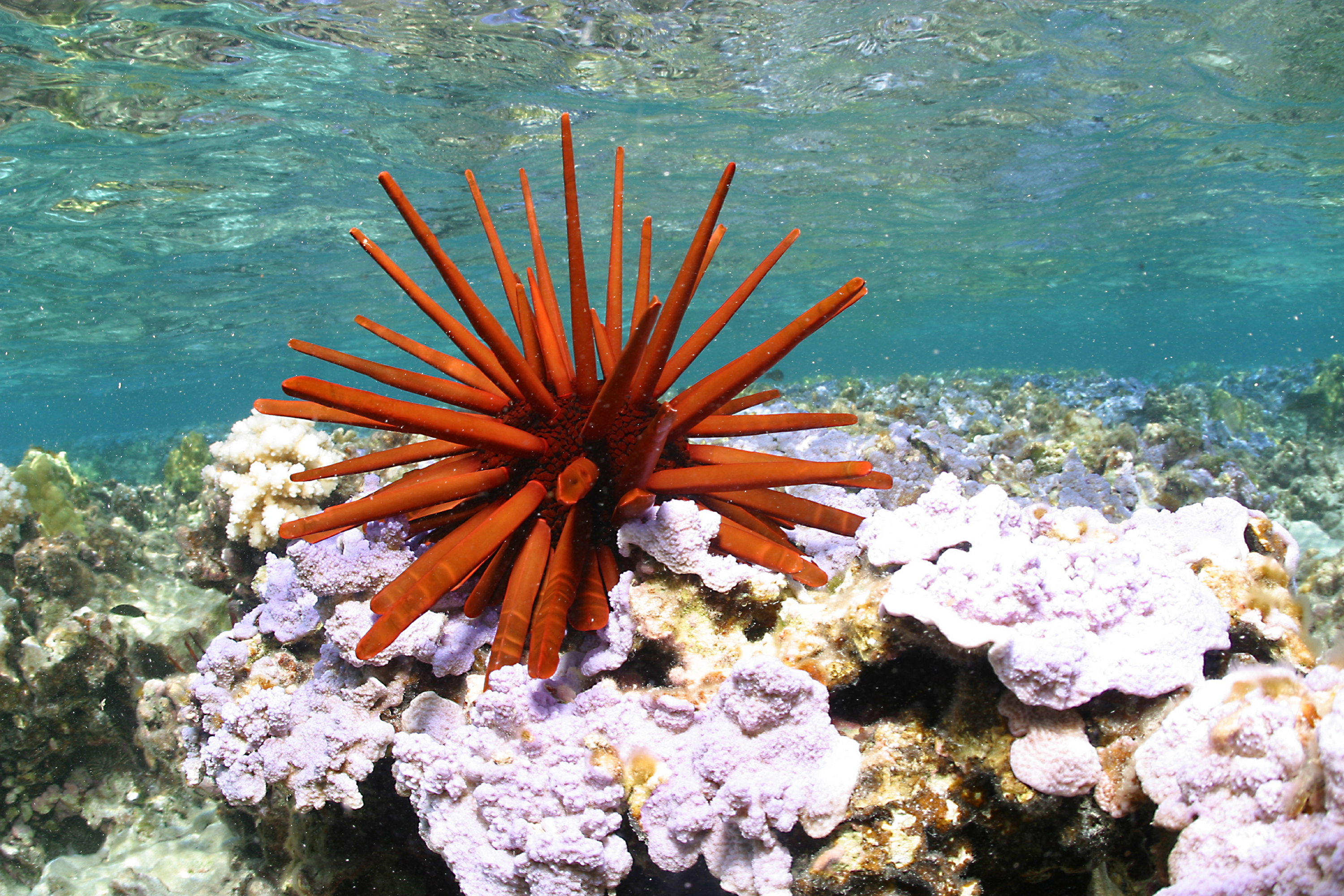
قنفد القلم الرصاص الأحمر - Papahānaumokuākea. الصورة مهداة من المؤسسة الأمريكية للأسماك والحياة البرية.

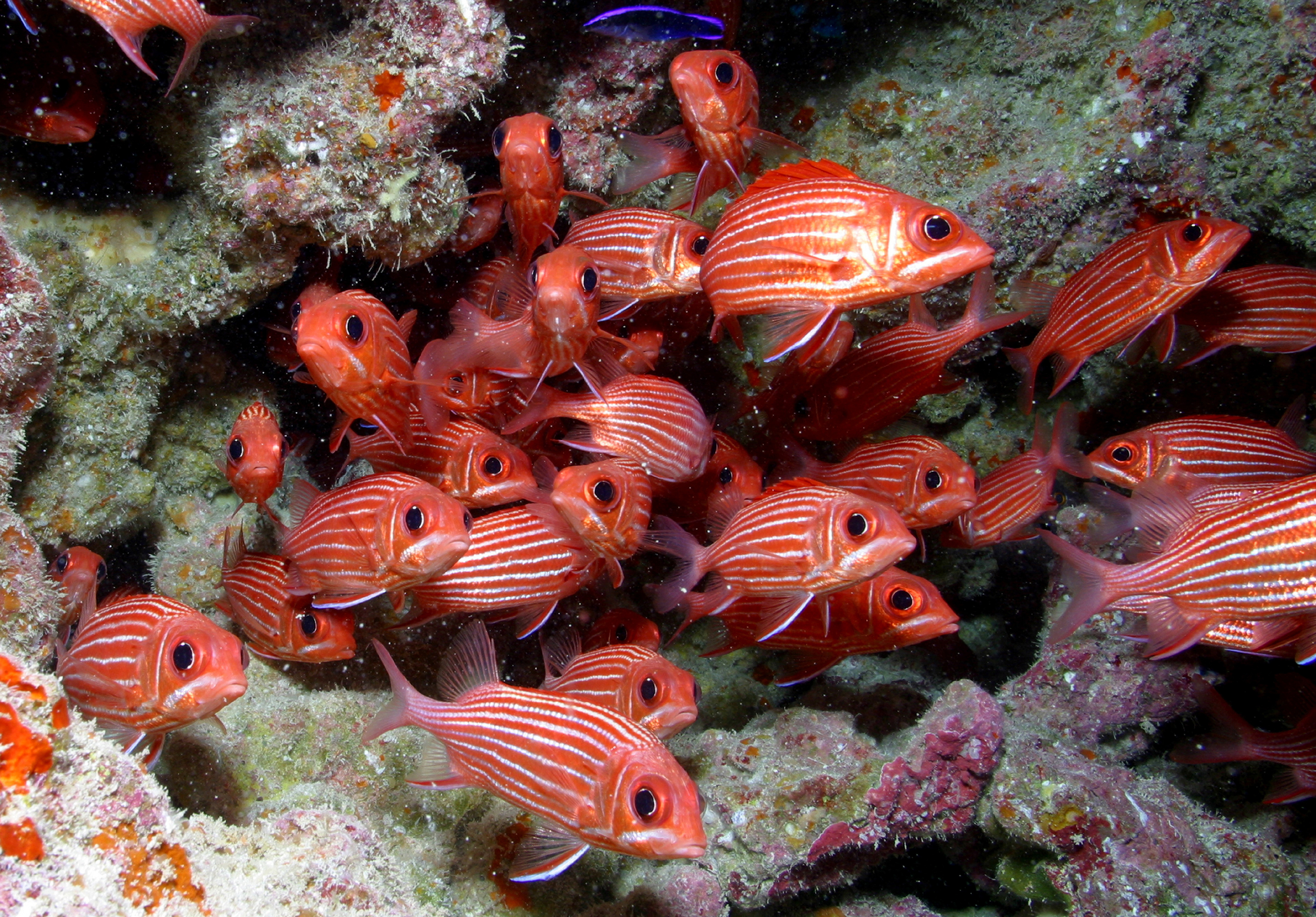
سمك السنجاب بهاواي في أسراب الفرقاطة الفرنسية، Papahānaumokuākea

إن النصب التذكاري القومي البحري Papahānaumokuākea (أو Papahānaumokuākea، كما يطلق عليه بشكل شائع) هو عبارة عن أثر أمريكي قومي مسرود ضمن قائمة التراث العالمي، وهو يشتمل على 140,000 ميل مربع (360,000 كـم2) من مياه المحيط، بما في ذلك عشر جزر وجزر مرجانية في جزر هاواي الشمالية الغربية (Northwestern Hawaiian Islands)، والشهيرة على الصعيد العالمي بسبب قيمتها الثقافية والطبيعية كما يلي:

«تمتلك المنطقة أهمية تقليدية وكونية ضخمة لثقافة سكان هاواي الأصليين الأحياء، بصفتها بيئة موروثة من الأجداد، وكتجسيد لمفهوم القرابة في هاواي بين الأشخاص والعالم الطبيعي، وعلى اعتبار أنها المكان الذي يُعتقد أن الحياة بدأت منه وتعود إليه الأرواح بعد مماتها. وعلى جزيرتين من تلك الجزر، وهما نيهوا ((Nihoa)) وماكومانامانا (Makumanamana)، توجد بقايا أثرية تتعلق بالاستيطان والاستخدام خلال فترة ما قبل الأوروبيين. وجزء كبير من هذا الأثر مكون من منطقة بحرية مفتوحة وموائل في المياه العميقة، مع توفر ميزات هامة مثل الجبال البحرية والركام المغمور والشعاب المرجانية الكثيفة والبحيرات. وهي واحدة من أكبر مناطق المحميات البحرية (MPA) في العالم.»

## الوصف
تم إعلان المنطقة على أنها النصب التذكاري القومي البحري لجزر هاواي الشمالية الغربية من خلال رئيس الولايات المتحدة جورج دابليو بوش في الخامس عشر من يونيو، 2006، وتم تغيير اسمها إلى النصب التذكاري القومي البحري الأمريكي في عام 2007، وتم إشراكها في قائمة التراث العالمي باسم النصب التذكاري القومي البحري الأمريكي في الثلاثين من يوليو 2010، في الجلسة الرابعة والثلاثين من جلسات لجنة التراث العالمي، في برازيليا.
وتتم إدارة المنطقة بالشراكة مع وزارة التجارة ووزارة الداخلية وولاية هاواي. وقد تم استلهام اسم المنطقة من خلال اسم إلهة الخلق في هاواي Papahanaumoku وزوجها Wakea.
ورغم أن تلك المنطقة من المحيط ليست حرمًا، إلا أنها جزء من نظام يتكون من 13 حرمًا بحريًا قوميًا تديرها الإدارة الوطنية للمحيطات والغلاف الجوي (NOAA). وتدار محمية الحياة البرية القومي في جزر هاواي، والتي مساحتها 254,418.1 أكر (397.53 ميل2؛ 1,029.6 كـم2) في النصب التذكاري من خلال دائرة الأسماك والحياة البرية الأمريكية (FWS).
ويدعم النصب التذكاري 7 آلاف نوع، ربعها كائنات متوطنة. وتشتمل الأنواع الهامة على سلحفاء البحار الخضراء المهددة بالانقراض وفقمة هاواي الناسكة المهددة بالانقراض كذلك، ولايسان وعصافير النيهوا ووطائر ميلر النيهوا وبط اللايسان والطيور البحرية مثل قطرس اللايسان والعديد من أنواع النباتات التي تشتمل على Pritchardia والعديد من أنواع المفصليات. وحسب صناديق بيو الخيرية، فإن عدد حيوانات السلطعون لم يعد بعد إلى طبيعته بعد عمليات الصيد المكثفة التي تعرض لها في الثمانينيات والتسعينيات من القرن العشرين، تلك العمليات التي تم حظرها الآن،  حيث تتعرض مصايد الأسماك المتبقية للصيد الجائر.
وتذكر إدارة المصايد البحرية القومية (NMFS) أن أعداد العديد من أنواع الكائنات لم تعد بعد إلى حالتها الطبيعية بعد التغير الذي كان على نطاق واسع في النظام البيئي للمحيطات والذ أثر على المحيط الهادي الشمالي خلال أواخر الثمانينيات وبدايات التسعينيات من القرن العشرين. وقد أدى هذا التغيير إلى انخفاض أعداد بعض الأنواع الهامة، مثل جراد البحر الشوكي، وطيور البحر وفقمة هاواي الناسكة، ويدعو الإعلان إلى التخلص التدريجي من الصيد التجاري بحلول عام 2011. ويحظى النصب التذكاري بحماية صارمة، مع استثناءات حول استخدامات سكان هاواي الأصليين التقليدية وبعض أعمال السياحة المحدودة.

## المساحة والإدارة

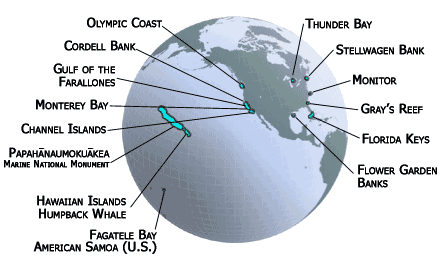
خريطة تحديد المواقع العالمية لكل المواقع في نظام الحرم البحري القومي بالولايات المتحدة

وبصفته النصب التذكاري رقم 96 بين النصب القومية في الولايات المتحدة، فإنه يحافظ على قدر كبير من جزر هاواي الشمالية الغربية (NWHI) تحت إدارة دائرة المصايد والحياة البرية (FWS) في وزارة الداخلية ووزارة التجارة والإدارة الوطنية للمحيطات والغلاف الجوي (NOAA).
وبشكل تقريبي، فإن النصب يغطي مساحة مقدارها 140,000 ميل مربع (363,000 كـم2) من الشعاب المرجانية والجزر المرجانية والبحار الضحلة والعميقة حتى 50 ميل (80 كـم) من الشاطئ) في المحيط الهادئ –  وهم ما يزيد عن إجمالي المنتزهات القومية معًا. وهو يحتوي تقريبًا على 10 في المائة من موائل الشعاب المرجانية في المياه الضحلة الاستوائية (أي 0 إلى 100 قامة) في المناطق الأمريكية. وهو أكبر بقليل من حاجز المنتزه البحري المجاني العظيم في أستراليا، وهو تقريبًا بنفس مساحة ألمانيا، وأقل بقليل من مونتانا.
وقد كانت مساحة 132,000 ميل مربع (340,000 كـم2) تقريبًا من النصب جزءًا من المحمية البيئية للشعاب المرجانية لجزر هاواي الشمالية الغربية، والتي تم تقريرها في عام 2000. كما أن النصب كذلك يحتوي على ملاذ الحياة البرية القومي للجزر المرجانية المتوسطة (590,991.50 أكر (2,391.7 كـم2)) والنصب التذكاري القومي لمعركة ميدواي وحرم الطيور البحرية في ولاية هاواي في
جزيرة كيور (Kure) المرجانية، والملاذ البحري الخاص بالولاية في جزر هاواي الشمالية الغربية وملاذ الحياة البرية القومي لجزر هاواي. وتعد الإدارة الوطنية للمحيطات والغلاف الجوي مسئولة عن معظم مناطق المحيطات في النصب الجديد، وتستمر دائرة الأسماك والحياة البرية الأمريكية في إدارة ملاذ الحياة البرية القومية لجزر هاواي. وما زال هناك ممر هبوط للطوارئ مفتوحًا في جزيرة ميدواي المرجانية للرحلات العابرة للمحيط الهادي.
وكل الجزر المضمنة في هذا النصب التذكاري جزء من ولاية هاواي، باستثناء جزيرة ميدواي المرجانية، التي تعد جزءًا من منطقة جزر الجزر الصغيرة النائية للولايات المتحدة.

## التاريخ والتأسيس

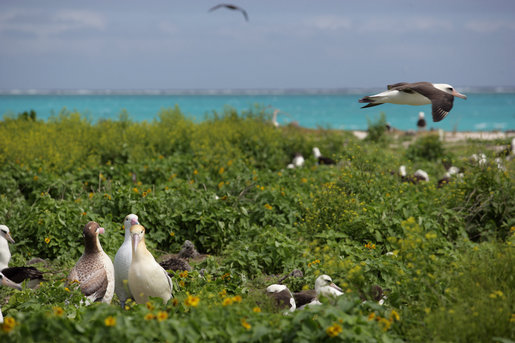
لايسان والقطرس قصير الذيل في النصب التذكاري القومي في جزر هاواي في الشمال الغربي

بدأ تكوين جزر هاواي في الشمال الغربي (NWHI) كمنطقة محمية في الثالث من فبراير عام 1909، عندما قام رئيس الولايات المتحدة ثيودور روزفيلت بإنشاء محمية جزر هاواي من خلال الأمر التنفيذي رقم 1019، ردًا على الصيد الجائز للطيور البحرية واعترافًا بأهمية جزر هاواي في الشمال الغربي كمواقع لإقامة الطيور البحرية. وقد تمت ترقيتها فيما بعد لتصبح ملاذ الحياة البرية القومية لجزر هاواي في عام 1940 في عهد الرئيس فرانكلين روزفلت. وقم تبع ذلك إجراء سلسلة من عمليات الحماية التزايدية لجزر هاواي في الشمال الغربي، مما أدى إلى إنشاء ملاذ الحياة البرية القومي في جزيرة ميدواي المرجانية في عام 1988، وحرم الحياة البرية في الولاية لجزية كيور المرجانية في عام 1993، والمحمية البيئية للشعاب المرجانية لجزر هاواي الشمالية الغربية في عام 2000.
وقد أنشأ الرئيس بيل كلينتون المحمية البيئية للشعات المرجانية لجزر هاواي الشمالية الغربية في الرابع من ديسمبر عام 2000، من خلال الأمر التنفيذي 13178. وقد أدى الأمر التنفيذي لكلينتون إلى بدء عملية لتعيين مياه جزر هاواي في الشمال الغربي على أنها ملاذ بحري قوي. وقد بدأت فترة تعليق عامة في عام 2002. وفي عام 2005، أعلنت حاكمة هاواي ليندا لينجل عن أن أجزاء من النصب أصبحت ملاذًا بحريًا للولاية.
في أبريل من عام 2006، شاهد الرئيس بوش وزوجته عرضًا للفيلم الوثائقي رحلة إلى كيور في البيت الأبيض، مع مديره جان ميشيل كوستو (ابن صانع الأفلام الوثائقية جاك إيف كوستو). ونتيجة تأثره بما عرض في الفيلم حول الحياة النباتية والحيوانية في المنطقة، تحرك بوش بسرعة لحماية المنطقة.

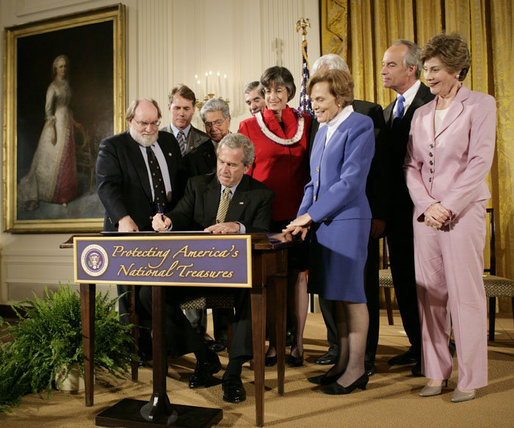
جورج بوش يوقع على إعلان لإعلان المنطقة في الخامس عشر من يونيو، 2006.

 في الخامس عشر من يونيو، 2006، وقع الرئيس جورج بوش على الإعلان رقم 8031 الذي حدد أن مياه جزر هاواي الشمالية الغربية تعد نصبًا قوميًا بموجب قانون الآثار لعام 1906. وقد أدى استخدام قانون الآثار إلى تجاوز العام العادي للاستشارات وأوقف عملية المدخلات في ليلة نشر مسودة بيان التأثير البيئي للحرم البحري القومي لجزر هاواي في الشمال الشرقي. وقد كان هذا الاستخدام هو ثاني استخدام لبوش لقانون الآثار، بعد الإعلان عن النصب التذكاري القومي لأرض الدفن الإفريقية في مانهاتن في فبراير من عام 2006. وكانت عملية التشريع لمشاركة المساهمين في عملية تخطيط وإدارة المنطقة البحرية المحمية قد استهلك خمس سنوات من الجهود، إلا أن التأسيس السريع لجزر هاواي في الشمال الغربي لكي تكون نصبًا تذكاريًا، بدلاً من حرم، وفرت حماية فورية وأكثر مرونة، حيث لا يمكن سحبها إلا من خلال قانون يصدر من كونجرس الولايات المتحدة.
وبعد التوقيع على الإعلان، شرح جوشوا رايتشيرت (Joshua Reichert) أهمية التعيين تلك في الوقت المناسب في مقابلة في برنامج ساعة الأخبار مع جيم ليهرر:
Monument status is quicker; it's more comprehensive; and it's more permanent. Only an act of Congress can undo a monument designation. The sanctuary process, it takes longer; it involves more congressional input, more public debate, more hearings and meetings. And he [George W. Bush] obviously made a decision today to, actually, take a bold step and create something which is going to be immediate, that the law applies immediately to this place now.

وتنتج جزر هاواي في الشمال الغربي نصف سمك القاع التي يتم توفيره في هاواي، وهذه الأسماك لها قيمتها الكبيرة لدى الطهاة والمستهلكين المحليين. تعد مصيدة أسماك جزر هاواي في الشمال الغربي لأسماك القاع مصيدة ذات دخل محدود، حيث إنها تحتوي على ثمان سفن نشطة، تقتصر على طول 60 قدم (18 م).[بحاجة لتحديث]قالب:Discussيقول فرانك ماك كوي، رئيس مجلس إدارة المصيدة الإقليمية لغرب المحيط الهادي:
إننا نشعر بالسعادة لأن الرئيس يدرك أصالة وعراقة حالة المياه الموجود بها جزء هاواي في الشمال الغربي. إننا نرى أن الوفرة والتنوع الحيوي في تلك المنطقة يشهد على الإدارة الناجحة لمصايد جزر هاواي في الشمال الغربي من قبل المجلس على مدار 30 عامًا الماضية، كما أنه يشير إلى أن المصايد التي يتم تنظيمها بشكل صحيح يمكن أن تعمل في جزر هاواي في الشمال الغربي بدون التأثير على النظام البيئي. ولم، ولن، يعرض مصيدة أسماك القاع في جزر هاواي في الشمال الغربي حماية جزر هاواي في الشمال الغربي للخطر والتي يرجو الرئيس بوس تحقيقها من خلال إعلان المنطقة على أنها منطقة نصب تذكاري قومي.
قامت دائرة المصايد البحرية القومية بنشر تقارير تثبت صحة مخزون أسماك جزر هاواي في الشمال الغربي من سمك القاع. كما تم كذلك اعتبار أسماك القاع التجارية والصيد البحري بالإضافة إلى العمليات الترفيهية للصيد للاحتفاظ بالأسماك والصيد ثم تحرير الأسماك مع أهداف ومستهدفات الحرم البحري القومي المقترح في جزر هاواي في الشمال الغربي.
في السابع والعشرين من فبراير عام 2007، قام الرئيس بوش بتعديل الإعلان رقم 8031، حيث أطلق على منطقة النصب التذكاري الاسم "Papahānaumokuākea"، وهو اسم أصلي من هاواي. في الأول من مارس، قامت السيدة الأولى لاورا بوش بزيارة جزيرة ميدواي المرجانية، وفي الثاني من مارس، تم عقد احتفال لتغيير الاسم في ميدان واشنطون في هونولولو، بهاواي. وفي هذا الاحتفال، أعلنت لاورا بوش ووزير الداخلية ديرك كيمبثورن (Dirk Kempthorne) الاسم الجديد المأخوذ من هاواي، وقد ساعد على زيادة الوعي القومي بالنصب التذكاري. في الخامس عشر من مايو، 2007، أعلن الرئيس بوش عن نيته نقل النصب التذكاري إلى حالة منطقة بحرية ذات حساسة خاصة (PSSA)، والتي يمكن أن تثير انتباه العاملين في مجال البحار إلى توخي الحذر فيما يتعلق بالمنطقة الحساسة والخطيرة والهامة من الناحية البيئية التي يدخلونها." في أكتوبر من عام 2007، تبنت لجنة الحماية البيئية البحرية في المنظمة البحرية الدولية النصب التذكاري القومي البحري الذي اسمه Papahānaumokuākea على أنه منطقة بحرية ذات حساسية خاصة.
وقد تلقى تعيين النصب التذكاري القومي البحري الذي اسمه Papahānaumokuākea على أنه منطقة بحرية ذات حساسية خاصة دعمًا راسخًا من وفد الولايات المتحدة في المنظمة البحرية الدولية.
وهناك إشارة خاصة إلى المساهمة التي قدمتها السيدة ليندي إس جونسون، وهي مؤلفة كتاب «لوائح الولايات الساحلية للصيد الدولي (Coastal State Regulation of International Shipping)». Ms. وقد عملت السيدة جونسون بشغف من أجل تعيين النصب التذكاري القومي البحري الذي اسمه Papahānaumokuākea على أنه منطقة بحرية ذات حساسية خاصة بالإضافة إلى مصادر أخرى بحرية وبرية للتلوث البحري والبيئة والتنقل والمناطق البحرية المحمية وإصابات السفن للحيتان والضوضاء والثدييات البحرية، بالإضافة إلى حماية الشعاب المرجانية.

## حالة الموقع التابع للتراث العالمي
تم إشراك منطقة النصب التذكاري القومي في قائمة التراث العالمي في يوليو من عام 2012 ببساطة باسم "Papahānaumokuākea".
في الثلاثين من يناير عام 2008، أضافت وزارة الداخلية الأمريكية النصب التذكاري القومي البحري الذي اسمه Papahānaumokuākea إلى قائمة مؤقتة مكونة من 14 موقعًا مقترحًا لكي يتم النظر فيها لوضعها ضمن قائمة التراث العالمي لليونسكو. وقد وافق الفريق المشترك بين الوكالات الاتحادية للتراث العالمي على تلك التوصية في نوفمبر من عام 2008. وكونه موقعًا مختلطًا يحتوي على موارد طبيعية وثقافية، علق الاتحاد الدولي للحفاظ على الطبيعة (IUCN) على السمات الطبيعية في النصب التذكاري، كما قام المجلس الدولي للآثار والمواقع (ICOMOS) بتقييم الأوجه الثقافية الخاصة به.

## الأبحاث المستمرة
استمر الباحثون الفيدراليون في دراسة الموارد البحرية للنصب التذكاري. وقد وصلت بعثة في عام 2012 إلى جزيرة كيور المرجانية، ووصل الغواصون بها إلى عمق 250 قدم (76 م) لكشف أنواع جديدة من الشعاب المرجانية وغيرها من الحيوانات الأخرى. وتحاول مؤسسة وايكيكي (Waikiki) للحفاظ على المجموعات المائية إضافة الشعب المرجانية الجديدة وتقديمها في معرض عقد في عام 2011 خصص لأغراض النصب التذكاري.

## معرض صور

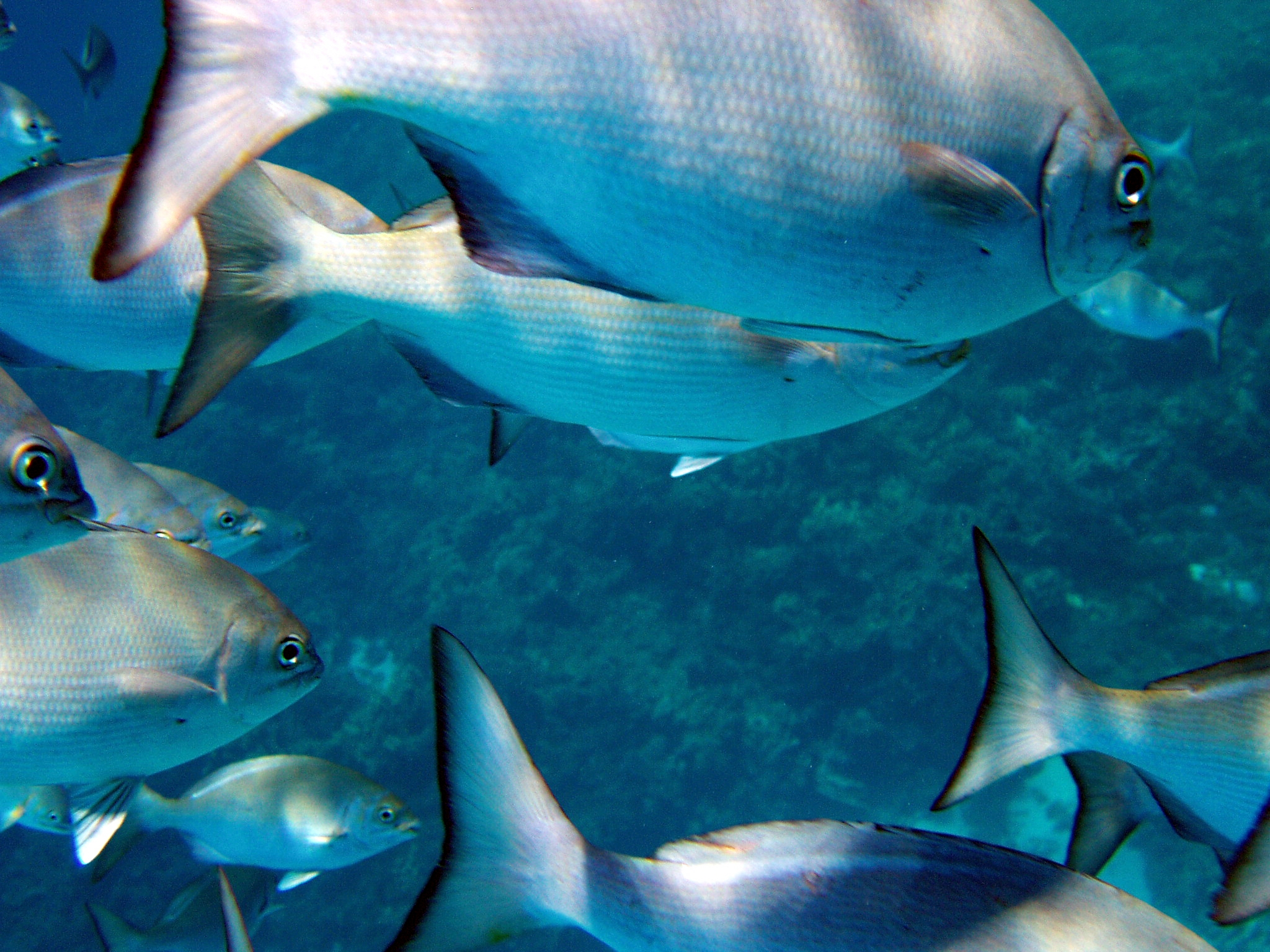
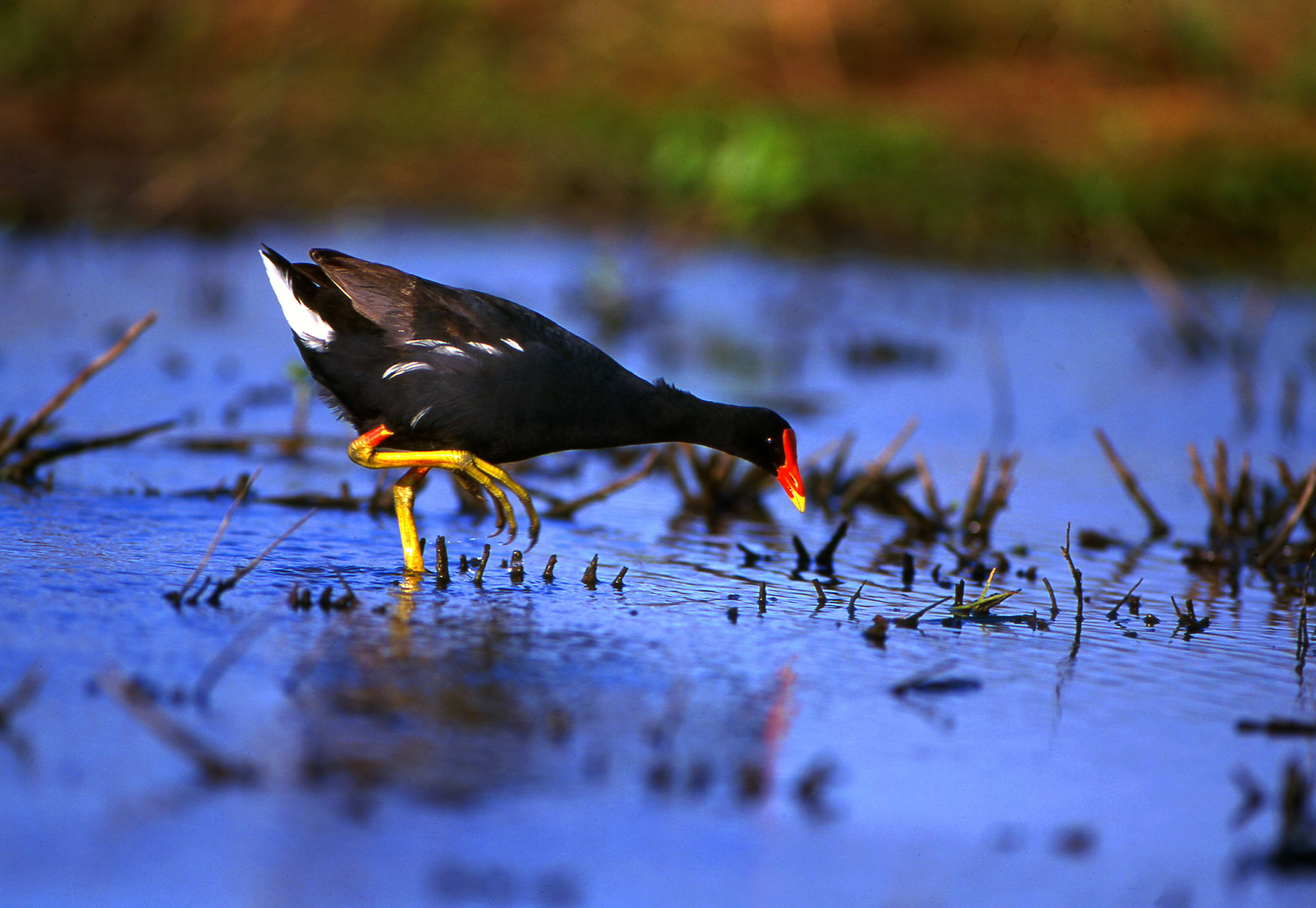
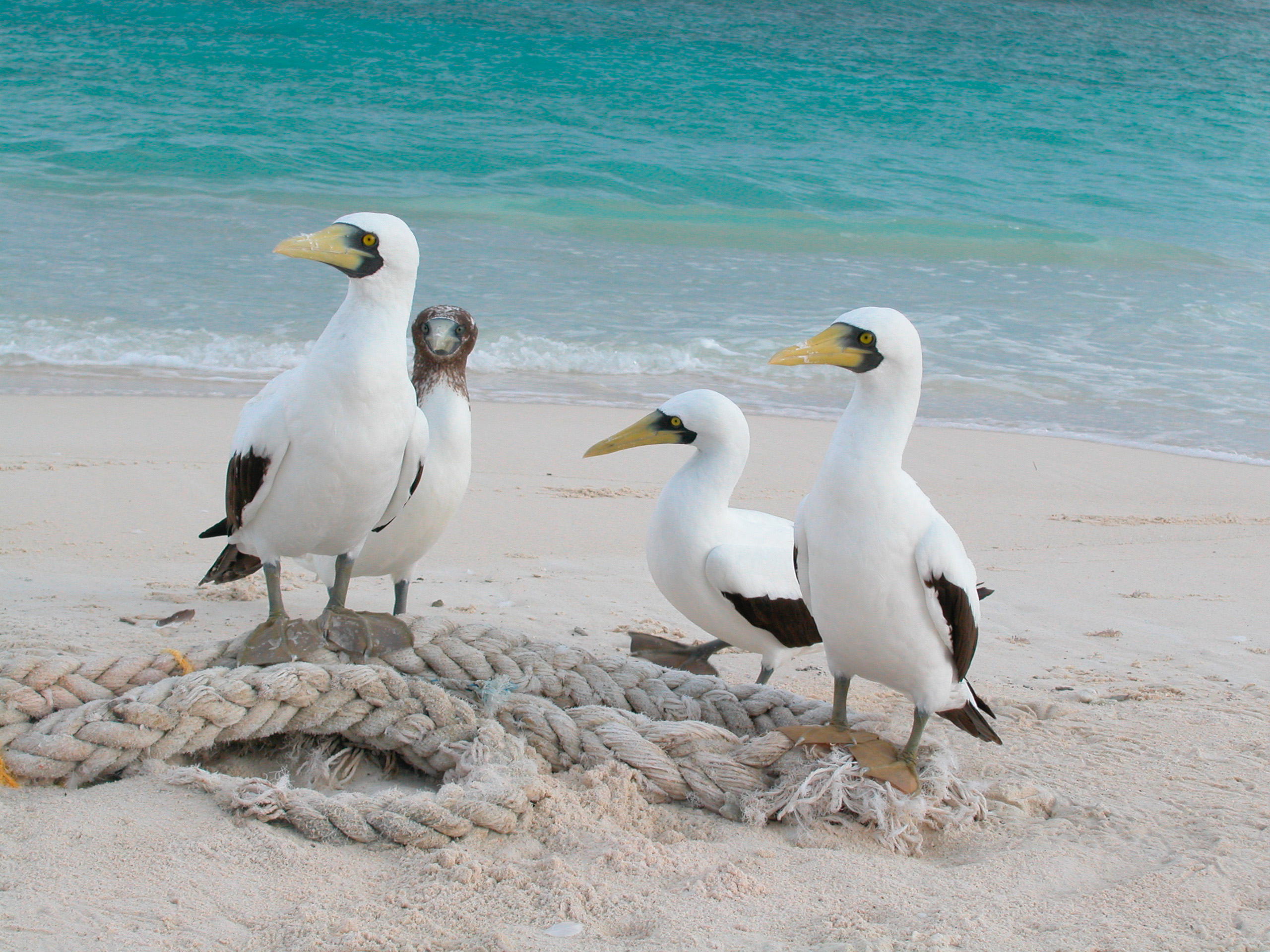
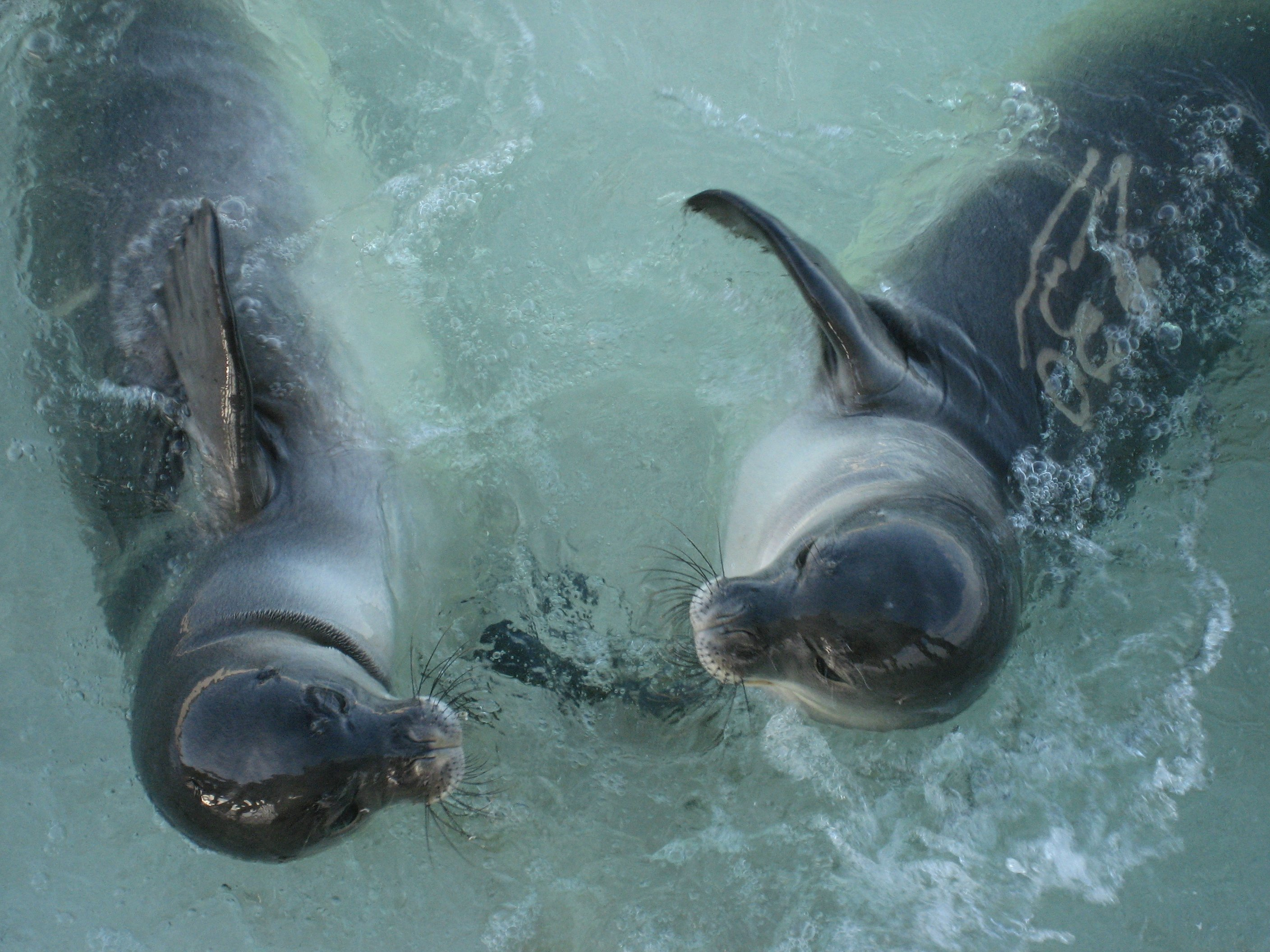
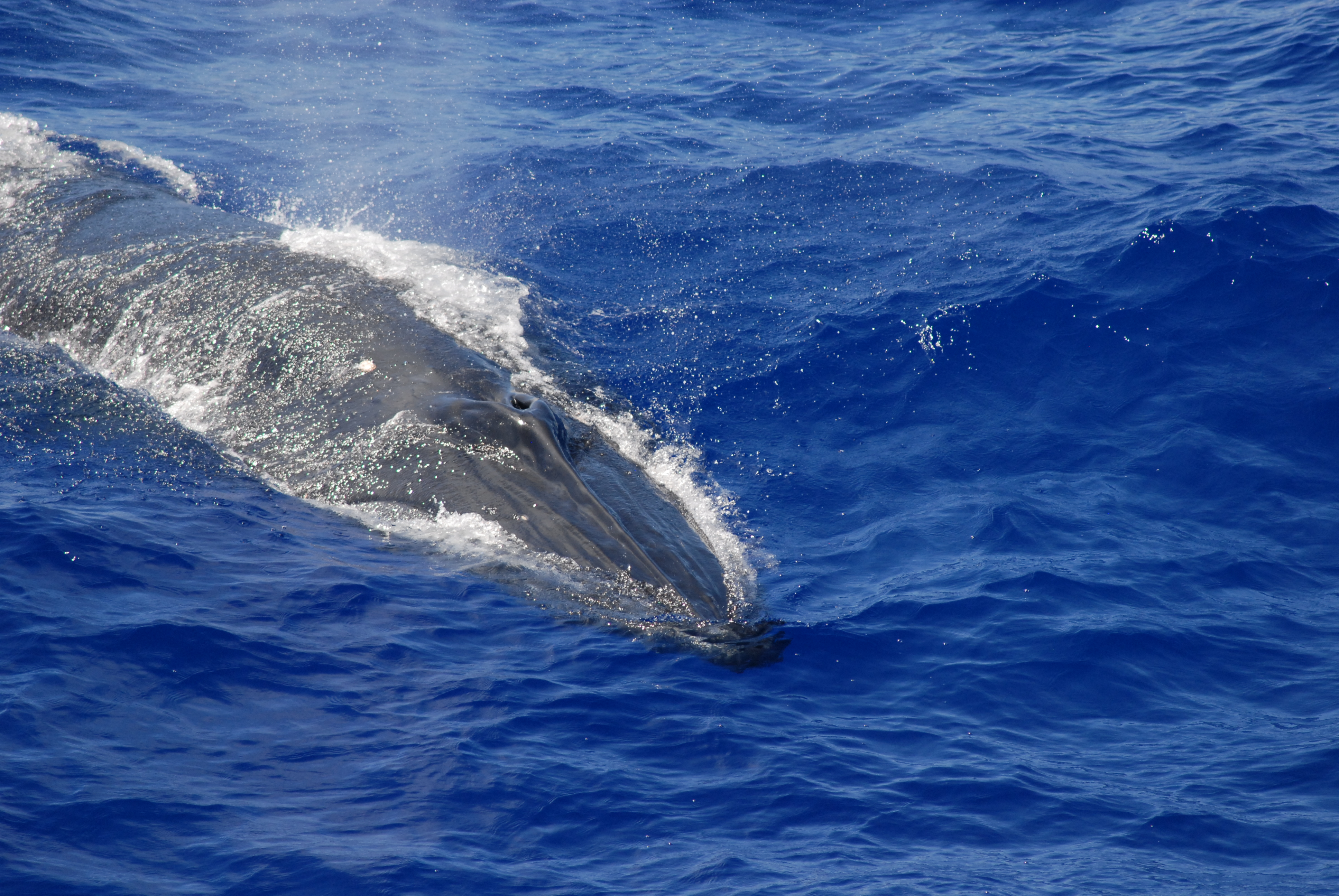

## اقرأ أيضا
- أرخبيل غالاباغوس
- الحيد المرجاني العظيم
- شبه جزيرة فالديه

## كتابات أخرى
- "Library". Papahānaumokuākea Marine National Monument. National Marine Sanctuaries Program. 2008. مؤرشف من الأصل في 2008-03-10. اطلع عليه بتاريخ 2008-09-03.

## وصلات خارجية
- official Papahānaumokuākea Marine National Monument website — homepage and links.
- NOAA: Papahānaumokuākea Marine National Monument
- USFWS: Flickr: FWS photo gallery — Papahānaumokuākea Marine National Monument
- UNESCO: World Heritage Site profile: Papahānaumokuākea Marine National Monument
- USFWS: Hawaiian Islands National Wildlife Refuge
- USFWS: Midway Atoll National Wildlife Refuge
- Papahānaumokuākea at Smithsonian Ocean Portal
- Papahānaumokuākea Marine National Monument Information Management System
- Papahānaumokuākea Marine National Monument Facebook  على فيسبوك.